# Losartan
Losartán je zaviralec angiotenzina II, ki se uporablja za zdravljenje povišanega krvnega tlaka (hipertenzije) in kongestivne srčne insuficience. Losartan je bil prva učinkovina iz skupine zaviralcev angiotenzina II na tržišču, in sicer ga je v obliki kalijevega losartanata pod zaščitenim imenom Cozaar utržilo podjetje MSD.  Na tržišču so že generična zdravila, v Sloveniji pod zaščitenimi imeni Losartan Krka, Losartan Mylan, Losartan Teva, Lotar, Rasoltan ... Obstaja tudi v obliki kombiniranega zdravila, skupaj z diuretikom hidroklorotiazidom.

## Mehanizem delovanja
Losartan je sintetični peroralni antagonist angiotenzina II, in sicer na angiotenzinskem II receptorju tipa 1 (receptorji AT1). Angiotenzin II, močan vazokonstriktor, je primarni aktivni hormon renin-angiotenzinskega sistema in pomemben dejavnik v patofiziologiji povišanega krvnega tlaka. Angiotenzin II se veže na receptorje AT1, ki se nahajajo v mnogih tkivih (npr. gladkih mišicah žil, nadledvični žlezi, ledvicah in srcu), in sproži več pomembnih bioloških učinkov, vključno z vazokonstrikcijo in s sproščanjem aldosterona. Angiotenzin II pospešuje tudi proliferacijo celic gladkih mišic. Losartan selektivno blokira AT1 receptor. Posledično zmanjša učinek vazokonstrikcije (zožanja krvnih žil) ter s tem zniža krvni tlak.

## Indikacije
Losartan se uporablja pri:
- zdravljenju primarne hipertenzije pri bolnikih, starejših od 6 let;
- zdravljenje bolezni ledvic pri odraslih bolnikih s hipertenzijo in sladkorno boleznijo tipa 2 s proteinurijo kot del antihipertenzijskega zdravljenja;
- zdravljenje kroničnega srčnega popuščanja pri odraslih bolnikih, kadar zdravljenje z zaviralci  angiotenzinske konvertaze (ACE) ni primerno zaradi inkompatibilnosti, posebno kašlja, ali kontraindikacije;
- zmanjševanju tveganja za možgansko kap pri odraslih hipertenzivnih bolnikih s hipertrofijo levega prekata.

## Neželeni učinki
Zelo pogosti neželeni učinki, ki se pojavijo pri več kot 10 odstotkih bolnikov, so bolečina v prsih, utrujenost, hipoglikemija (znižane vrednosti krvnega sladkorja), driska, okužbe sečil, slabokrvnost, mišična slabotnost, bolečine v hrbtu, kašelj. Pogosti neželeni učinki, ki se pojavijo pri 1 do 10 odstotkov bolnikov, so hipotenzija, ortostatska hipotenzija, hipotenzija po prvem odmerku zdravila, omotica, hipestezija (zmanjšana občutljivost na dotik), vročina, nespečnost, celulitis, hiperkaliemija, gastritis, povečanje telesne mase, dispepsija, bolečina v trebuhu, slabost, bolečina v kolenu ali nogah, mišični krči, bolečina v mišicah, bronhitis, okužba zgornjih dihal, nosna kongestija, sinusitis, okužbe, gripi podobni simptomi.